# Eslövs Leksaksmuseum

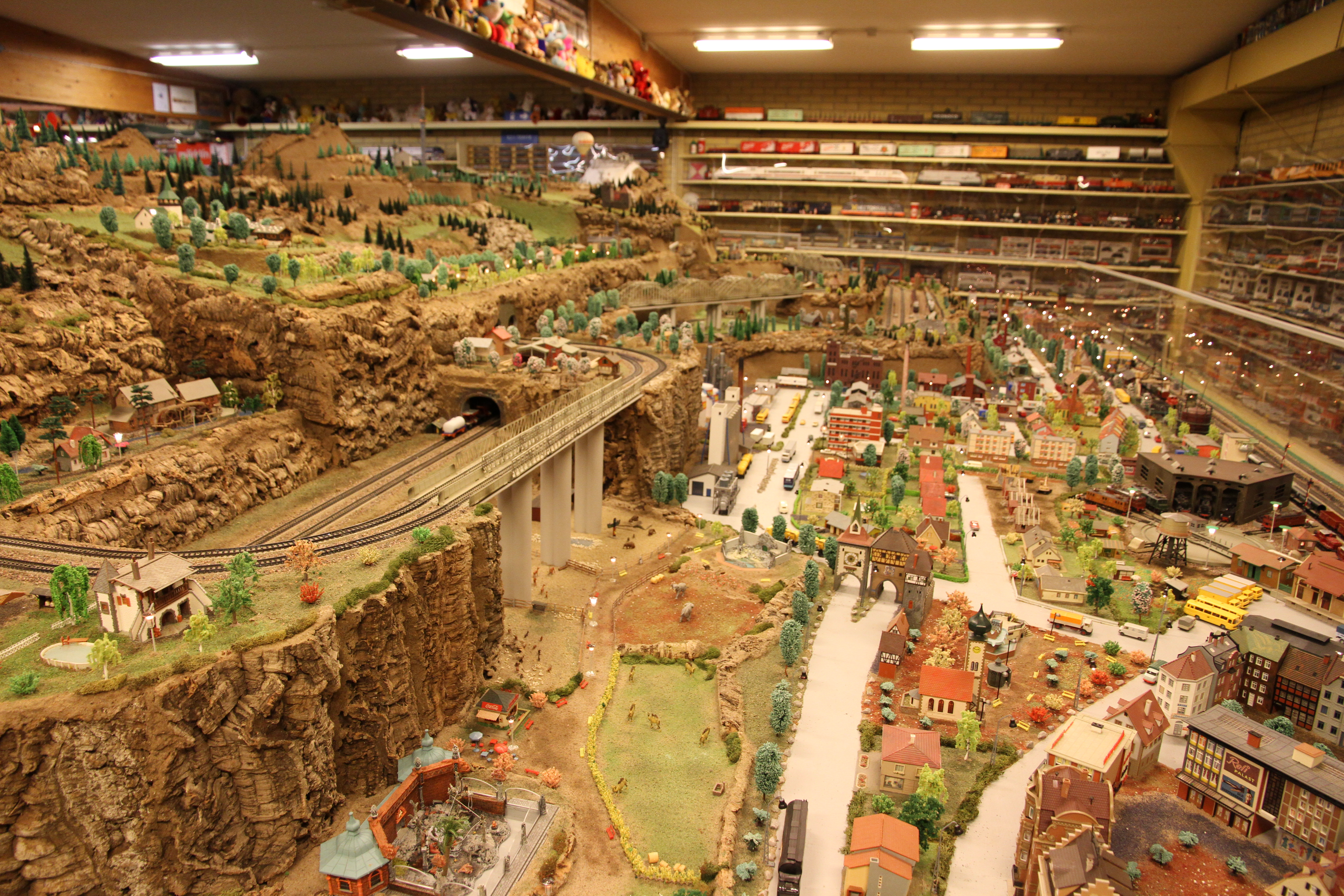
Eslövs Leksaksmuseum

Eslövs Leksaksmuseum är ett museum i Eslöv, Skåne, öppnat 2011.
Museet är inrymt en fd. konfektionsindustrilokal på Kvarngatan i centrala Eslöv. I lokalens två våningar finns flera stora modelljärnvägar, stora samlingar av Barbiedockor, modellbilar, tennsoldater, Legosatser, modellflygplan. Här finns också figurer från Star Wars, Harry Potter, Sagan om ringen, Action Man samt Elvis Presley- och Beatlesdockor.
Museet ägs och drivs av familjen Sundberg som samlat på leksaker sedan 1950-talet. Bland annat finns 900 barbiedockor, 5000 leksaksbilar och 9100 tennsoldater i samlingen.